# Bujunda
La Bujunda (in russo Бую́нда?) è un fiume della Russia siberiana orientale, affluente di destra della Kolyma. Scorre nei rajon Ol'skij, Chasynskij e Srednekanskij dell'Oblast' di Magadan.

## Geografia
Nasce dal massiccio Kilgan nel versante settentrionale dei Monti della Kolyma, dirigendosi verso nord; sfocia dopo 434 km di percorso nell'alto corso della Kolyma, a 1 573 km dalla foce, poco a valle della località di Verchnij Sejmčan.
Il fiume è gelato per otto mesi all'anno (da fine ottobre a maggio, compresi). Sul fiume si trova il villaggio di Verchnjaja Bujunda.